# Aulacorhynchus
Aulacorhynchus – rodzaj ptaków z podrodziny tukanów (Ramphastinae) w rodzinie tukanowatych (Ramphastidae).

## Zasięg występowania
Rodzaj obejmuje gatunki występujące w Meksyku, Ameryce Centralnej i Południowej.

## Morfologia
Długość ciała 29,5–45 cm; masa ciała 117–278 g.

## Systematyka

### Etymologia
- Aulacorhynchus: gr. αυλαξ aulax, αυλακος aulakos „bruzda”; ῥυγχος rhunkhos „dziób”[8].
- Aulacoramphus (Aulacorhamphus): gr. αυλαξ aulax, αυλακος aulakos „bruzda”; ῥαμφος rhamphos „dziób”[9]. Gatunek typowy: Pteroglossus sulcatus Swainson, 1820.
- Ramphoxanthus: gr. ῥαμφος rhamphos „dziób”; ξανθος xanthos „żółty”[10]. Gatunek typowy: Pteroglossus albivitta Boissonneau, 1840.
- Aulacops: gr. αυλαξ aulax, αυλακος aulakos „bruzda”; ωψ ōps, ωπος ōpos „wygląd”[11]. Gatunek typowy: Pteroglossus sulcatus Swainson, 1820.

### Podział systematyczny
Do rodzaju należą następujące gatunki:
- Aulacorhynchus prasinus (Gould, 1833) – pieprzojad szmaragdowy
- Aulacorhynchus albivitta (Boissonneau, 1840) – pieprzojad zielony
- Aulacorhynchus haematopygus (Gould, 1835) – pieprzojad czerwonorzytny
- Aulacorhynchus huallagae Carriker, 1933 – pieprzojad żółtobrewy
- Aulacorhynchus coeruleicinctis d’Orbigny, 1841 – pieprzojad andyjski
- Aulacorhynchus sulcatus (Swainson, 1820) – pieprzojad zmienny
- Aulacorhynchus whitelianus Salvin & Godman, 1882 – pieprzojad wyżynny
- Aulacorhynchus derbianus Gould, 1835 – pieprzojad hakodzioby